# Hamodactylus boschmai
Hamodactylus boschmai är en kräftdjursart som beskrevs av Lipke Bijdeley Holthuis 1952. Hamodactylus boschmai ingår i släktet Hamodactylus och familjen Palaemonidae. Inga underarter finns listade i Catalogue of Life.